# Торевекија (Козенца)
Торевекија је насеље у Италији у округу Козенца, региону Калабрија.
Према процени из 2011. у насељу је живело 354 становника. Насеље се налази на надморској висини од 469 м.